# Corriere della Sera
Corriere della Sera (Večerní kurýr) je italský deník. Hlásí se k liberálně-konzervativní názorové orientaci. Jeho sloganem je „La libertà delle idee“ („Svoboda myšlenek“). Šéfredaktorem je od roku 2015 Luciano Fontana.
Noviny založil v Miláně Eugenio Torelli Viollier a první číslo vyšlo 5. března 1876. Po Torelliho smrti v roce 1900 deník vedl Luigi Albertini, který z něj udělal jedničku na italském trhu, ale v roce 1925 byl odvolán pro své protifašistické postoje. List patřil rodině Crespiů, která ho v roce 1974 prodala firmě RCS MediaGroup. Noviny jsou známé svojí kulturní rubrikou, do níž přispívali např. Dino Buzzati, Eugenio Montale, Curzio Malaparte, Gabriele D'Annunzio, Alberto Moravia, Giovanni Spadolini nebo Oriana Fallaci. V letech 1908 až 1995 vycházel také dětský týdeník Corriere dei Piccoli, kam přispívali výrazní tvůrci italského komiksu jako Hugo Pratt nebo Benito Jacovitti.
Corriere della Sera patří k nejpopulárnějším médiím v Itálii: náklad v roce 2019 dosahoval 278 389 výtisků a internetové stránky listu mají 2,4 milionu návštěvníků denně.